# Agrilus yuk
Agrilus yuk – gatunek chrząszcza z rodziny bogatkowatych i podrodziny Agrilinae.
Gatunek ten opisany został w 2019 roku przez Eduarda Jendeka i Wasilija Griebiennikowa na łamach Zootaxa. Jako miejsce typowe wskazano górę Phou Pane w Laosie.
Chrząszcz o prawie równoległobocznym w zarysie ciele długości 5,9–7,4 mm. Wierzch ciała jest jednolicie ubarwiony, wypukły. Głowa wyposażona jest w oczy złożone o średnicy nie mniejszej niż połowa szerokości ciemienia. Ciemię jest gęsto pomarszczone i ma głęboki pośrodkowy wcisk. Czułki mają piłkowanie zaczynające się od czwartego członu. Przedplecze jest podłużne do kwadratowego, najszersze pośrodku; ma łukowaty i szeroki płat przedni wystający przed przednie kąty, lekko łukowate brzegi boczne i rozwarte kąty tylne. Na powierzchni przedplecza występują wciski przednio-środkowy, tylno-środkowy i para płytkich wcisków bocznych. Prehumerus ma formę żeberkowatą. Boczne żeberka przedplecza są umiarkowanie zbieżne. Tarczka jest przysadzista. Pokrywy są owłosione w części tylnej, a czasem także w przedniej; mają osobne wierzchołki. Przedpiersie ma płytko, szeroko i łukowato wykrojoną odsiebną krawędź płata oraz wgnieciony, lekko rozszerzony wyrostek międzybiodrowy. Wyrostek międzybiodrowy zapiersia jest płaski. Odwłok ma niezmodyfikowany wciskami pierwszy z widocznych sternitów (wentryt) oraz łukowatą wierzchołkową krawędź pygidium. Genitalia samca cechują się symetrycznym i najszerszym w części wierzchołkowej edeagusem. Samice mają wyraźnie wydłużone pokładełko.
Owad orientalny, endemiczny dla Laosu, znany tylko z prowincji Houaphan.